# جزایر ویرجین بریتانیا
جزایر ویرجین بریتانیا (به انگلیسی: British Virgin Islands)، با نام رسمی جزایر ویرجین، یک قلمرو فرادریایی بریتانیا در دریای کارائیب، در شرق پورتوریکو و جزایر ویرجین ایالات متحده و شمال غربی آنگویلا است.
این جزایر از نظر جغرافیایی بخشی از مجمع‌الجزایر ویرجین هستند و در جزایر بادپناه در آنتیل کوچک و بخشی از هند غربی واقع شده‌اند. مرکز جزایر ویرجین بریتانیا شهر رود تاون با ۹۴۰۰ نفر جمعیت است. پول رایج این جزایر دلار کارائیب شرقی است.
جزایر ویرجین بریتانیا از جزایر اصلی تورتولا، ویرجین گوردا، آنگادا و یوست فان دیک به همراه بیش از ۵۰ جزیره کوچکتر دیگر تشکیل شده است. حدود ۱۶ جزیره از این جزایر مسکونی هستند. مرکز جزایر ویرجین بریتانیا، رود تاون، در بزرگ‌ترین جزیره، یعنی تورتولا قرار دارد. تورتولا حدود ۲۰ کیلومتر درازا و ۵ کیلومتر پهنا دارد.
جمعیت این جزایر در سرشماری سال ۲۰۱۰ میلادی ۲۸۰۵۴ نفر بود که از این تعداد ۲۳۴۹۱ نفر در تورتولا زندگی می‌کردند. برآوردهای کنونی جمعیت را ۳۵۸۰۲ نفر (ژوئیه ۲۰۱۸) نشان می‌دهد.
صادرات جزایر ویرجین بریتانیا را نیشکر، ماهی تازه، میوه‌جات و شن و ماسه تشکیل می‌دهند. گردشگری و بانکداری از جمله مهم‌ترین صنایع در جزایر ویرجین بریتانیا است.
به موسیقی سنتی جزایر ویرجین بریتانیا فونگی می‌گویند که نوعی موسیقی رقص جشن است اما اغلب حاوی تفسیرهای اجتماعی طنزآمیز و همچنین تاریخ شفاهی جزایر ویرجین بریتانیا است.

## تاریخ
نخستین ساکنان جزایر ویرجین آراواک‌ها بودند که از آمریکای جنوبی آمده و در حدود ۱۰۰ سال قبل از میلاد تا ۲۰۰ پس از میلاد در این ناحیه سکونت گزیدند، اگرچه شواهدی از حضور سرخ‌پوستان در این جزایر در ۱۵۰۰ سال قبل از میلاد نیز وجود دارد. آراواک‌ها تا سده پانزدهم در این جزایر ساکن بودند تا اینکه کاریب‌های تهاجمی‌تر که قبیله‌ای از جزایر آنتیل کوچک بودند جایگزین آنها شدند.
این جزایر را کریستف کلمب در سال ۱۴۹۳ میلادی در جریان سفر دوم خود به قاره آمریکا کشف کرد و نام‌گذاری این جزیره‌ها هم از سوی او انجام شد.
وی به محض ورود به این جزایر افراد بومی را در این جزایر مشاهده کرد. تا سال ۱۵۹۶ بیشتر بومیان این جزایر یا از آنجا فرار کردند یا به وسیلهٔ مهاجران جدید به قتل رسیدند.
امپراتوری اسپانیا با کشف این جزایر در اوایل قرن شانزدهم مدعی مالکیت آن‌ها شد، اما هرگز در این جزایر مستعمره‌ای نساخت. طی سال‌های بعد انگلیسی‌ها، هلندی‌ها، فرانسوی‌ها، اسپانیایی‌ها و دانمارکی‌ها همگی برای کنترل منطقه که به پناهگاه معروف دزدان دریایی تبدیل شده بود، رقابت می‌کردند. هیچ اشاره تاریخی از جمعیت بومی اصلی سرخ‌پوست جزایر ویرجین بریتانیا در این دوره وجود ندارد. گمان می‌رود که آنها یا به جزایر امن‌تر گریخته یا کشته شدند.
هلندی‌ها در سال ۱۶۴۸ یک سکونتگاه دائمی در جزیره تورتولا برپا کردند و اغلب با اسپانیایی‌هایی که در نزدیکی پورتوریکو مستقر بودند درگیر می‌شدند. در سال ۱۶۷۲، انگلیسی‌ها تورتولا را از هلندی‌ها تسخیر نمودند و در سال ۱۶۸۰، آنگادا و ویرجین گوردا نیز به قلمرو بریتانیا ضمیمه شد. در همین حال، طی دوره ۱۶۷۲–۱۷۳۳، دانمارکی‌ها کنترل جزایر مجاور یعنی سنت توماس، سنت جان و سنت کروکس (یعنی جزایر ویرجین امروزی ایالات متحده) را به‌دست آوردند.

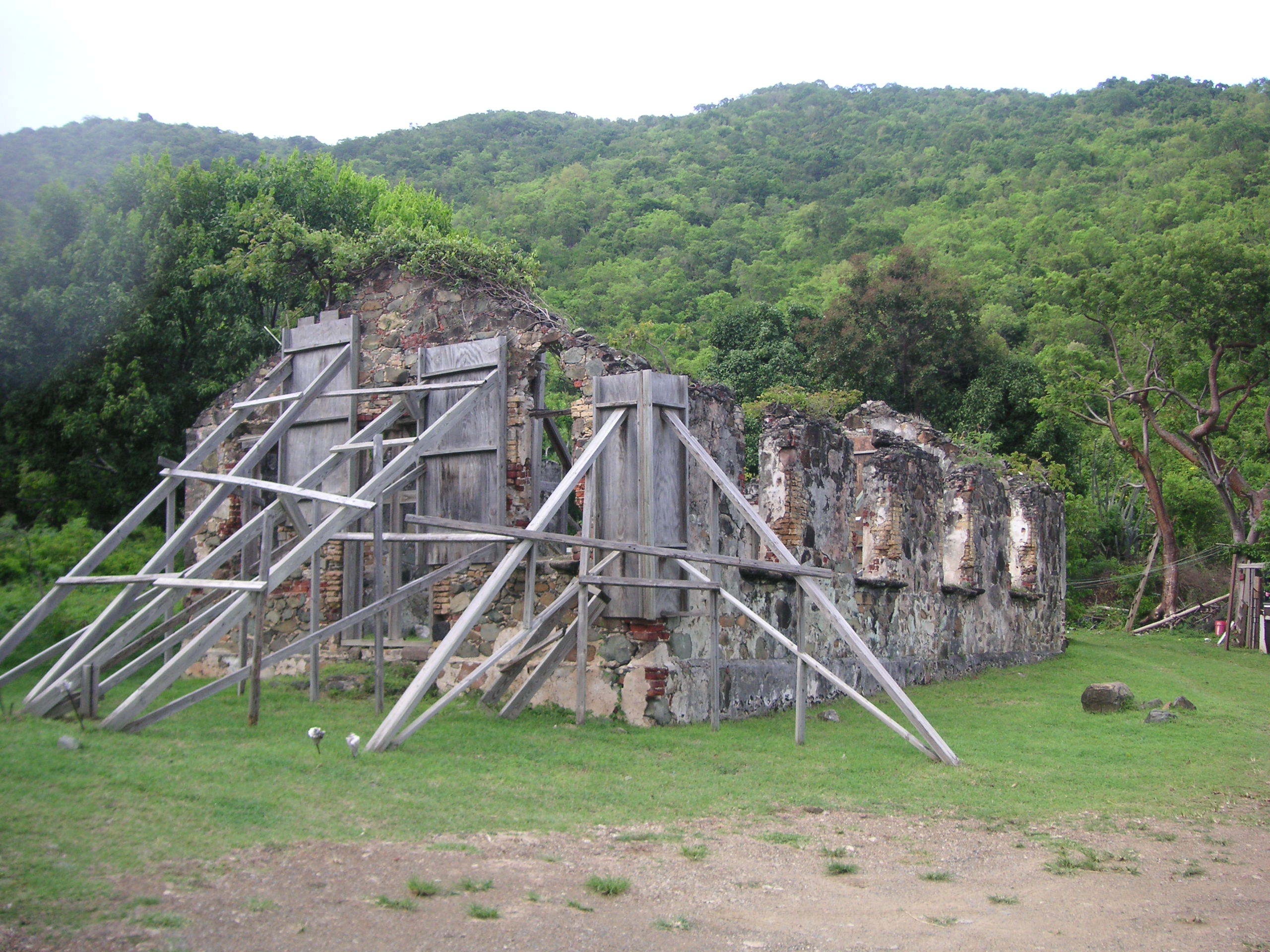
ویرانه‌های کلیسای سنت فیلیپ، تورتولا، یکی از مهم‌ترین ویرانه‌های تاریخی در قلمرو

جزایر بریتانیا در این منطقه اصولاً مستملکاتی راهبردی محسوب می‌شدند. انگلیسی‌ها نیشکر را به این محل آوردند تا محصول اصلی و منبع بازرگانی خارجی شود و تعداد زیادی برده به زور از آفریقا برای کار در مزارع نیشکر آورده شدند.
این جزایر تا میانه‌های سده نوزدهم از نظر اقتصادی رونق اقتصادی داشتند، اما ترکیبی از لغو برده داری در امپراتوری بریتانیا در سال ۱۸۳۴، یک رشته طوفان‌های فاجعه‌بار، و رشد محصول چغندر قند در اروپا و ایالات متحده به‌طور چشمگیری تولید نیشکر را کاهش داد و منجر به یک دوره رکود اقتصادی شد.
در سال ۱۹۱۷، ایالات متحده جزایر ویرجین دانمارک را به مبلغ ۲۵ میلیون دلار خریداری کرد و نام آنها را به جزایر ویرجین ایالات متحده تغییر داد. پیوندهای اقتصادی با جزایر ایالات متحده، جزایر ویرجین بریتانیا را بر آن داشت تا در سال ۱۹۵۹ دلار آمریکا را به عنوان واحد پول خود بپذیرند. جزایر ویرجین بریتانیا به‌عنوان بخشی از جزایر بادپناه بریتانیا و در دوره‌ای به عنوان بخشی از سنت کیتس و نویس اداره می‌شد.
در این دوره حاکمی به عنوان نماینده دولت بریتانیا در این جزایر فرمان می‌راند. این جزایر در سال ۱۹۶۰ به جایگاه مستعمره جداگانه دست یافتند و در سال ۱۹۶۷تحت پست جدید وزیر ارشد، خودمختار شدند.
از دهه ۱۹۶۰، این جزایر از اقتصاد سنتی مبتنی بر کشاورزی خود فاصله گرفته و به سمت گردشگری و خدمات مالی حرکت کردند و به یکی از ثروتمندترین مناطق در دریای کارائیب تبدیل شدند. قانون اساسی جزایر در سال‌های ۱۹۷۷، ۲۰۰۴ و ۲۰۰۷ اصلاح شد و به آنها خودمختاری محلی بیشتری داد.
در سال ۲۰۱۷ توفند ایرما جزایر ویرجین را درنوردید و چهار کشته و خسارات زیادی برجای گذاشت.

## جغرافیا

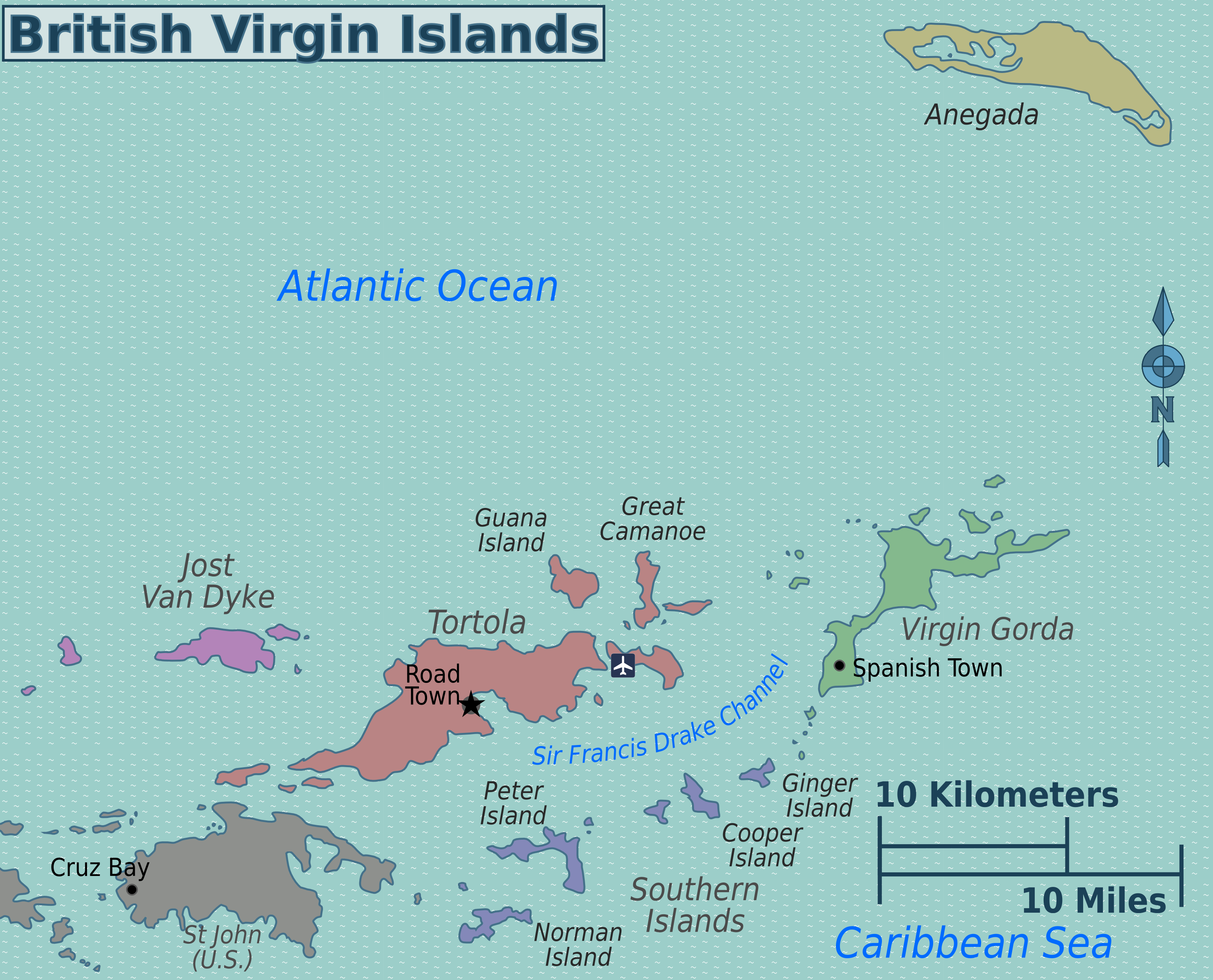
نقشه جزایر ویرجین بریتانیا.

مهم‌ترین جزیره‌های جزایر ویرجین بریتانیا عبارتند از تورتولا، ویرجین گوردا، آنگادا و یوست فان دیک. جزایر ویرجین بریتانیا شامل حدود ۶۰ جزیره گرمسیری است که از بزرگ‌ترین آنها یعنی تورتولا ۲۰ کیلومتر طول و ۵ کیلومتر عرض دارد. مرکز جزایر ویرجین بریتانیا، رود تاون، در بزرگ‌ترین جزیره، یعنی تورتولا قرار دارد. این جزیره‌ها در مجموع حدود ۱۵۰ کیلومتر مربع (۵۸ مایل مربع) وسعت دارند. آنها در مجمع الجزایر ویرجین، چند مایلی شرق جزایر ویرجین ایالات متحده، و در حدود ۹۵ کیلومتر (۵۹ مایل) از خاک اصلی پورتوریکو واقع شده‌اند. حدود ۱۵۰ کیلومتر (۹۳ مایل) شرق و جنوب شرقی ویرجین بریتانیا، آنگویلا قرار دارد.
اقیانوس اطلس شمالی در شرق جزایر ویرجین و دریای کارائیب در غرب آن قرار دارد. بیشتر جزایر ویرجین بریتانیا خاستگاه آتشفشانی دارند و دارای زمین‌های تپه ای و ناهموار هستند. بلندترین نقطه کوه سیج در تورتولا با ارتفاع ۵۲۱ متر است. آنگادا از نظر زمین‌شناسی از بقیه گروه متمایز است، زیرا جزیره‌ای مسطح است که از سنگ آهک و مرجان تشکیل شده است. جزایر ویرجین بریتانیا شامل جنگل‌های مرطوب جزایر بادپناه و مناطق بوم‌گردی بیشه‌های خشک است.
جزایر ویرجین بریتانیا ادامه زمین‌شناختی کوه‌های گسل مرکزی پورتوریکو و دارای ویژگی‌های فیزیکی متنوعی از جمله کوه‌های کم‌ارتفاع، تالاب‌هایی با صخره‌های مرجانی و سواحل سددار و بندرگاه‌های محصور در خشکی هستند. به جز آناگِدا، بقیه این جزایر تپه‌ای هستند. بلندترین نقطه این جزایر، کوه سیج (۵۲۱ متر)، در تورتولا است. جزیره بلند و باریک ویرجین گوردا (ویرجین چاق)، با مساحت تقریباً ۲۱ کیلومتر مربع، تا ارتفاع بیش از ۴۰۰ متر ارتفاع می‌گیرد. یوست فان دَیک جزیره‌ای ناهموار است که تنها ۸ کیلومتر مربع) مساحت دارد. آنگادا، شمالی‌ترین امتداد این زنجیره، یک جزیره مرجانی صاف است که توسط صخره‌های خطرناک احاطه شده است. ارتفاع آن از سطح دریا از ۳ تا ۵ متر بیشتر نیست. در هیچ‌یک از این جزایر رودخانه‌ای وجود ندارد.

## آب و هوا
جزایر ویرجین بریتانیا دارای آب و هوای جنگلی استوایی است که توسط بادهای تجاری تعدیل می‌شود. دما در طول سال کمی تغییر می‌کند. در مرکز، رود تاون، بیشینه روزانه معمولی حدود ۳۲ درجه سلسیوس (۸۹٫۶ درجه فارنهایت) است در تابستان و ۲۹ درجه سلسیوس (۸۴٫۲ درجه فارنهایت) در زمستان.
حداقل روزانه معمولی حدود ۲۶ درجه سلسیوس (۷۸٫۸ درجه فارنهایت) است در تابستان و ۲۳ درجه سلسیوس (۷۳٫۴ درجه فارنهایت) در زمستان. میانگین بارندگی حدود ۱٬۱۵۰ میلیمتر (۴۵٫۳ اینچ) در سال است. بارندگی می‌تواند کاملاً متغیر باشد، اما مرطوب‌ترین ماه‌ها به‌طور میانگین سپتامبر تا نوامبر و خشک‌ترین ماه‌ها به‌طور متوسط فوریه و مارس هستند.

## سیاست

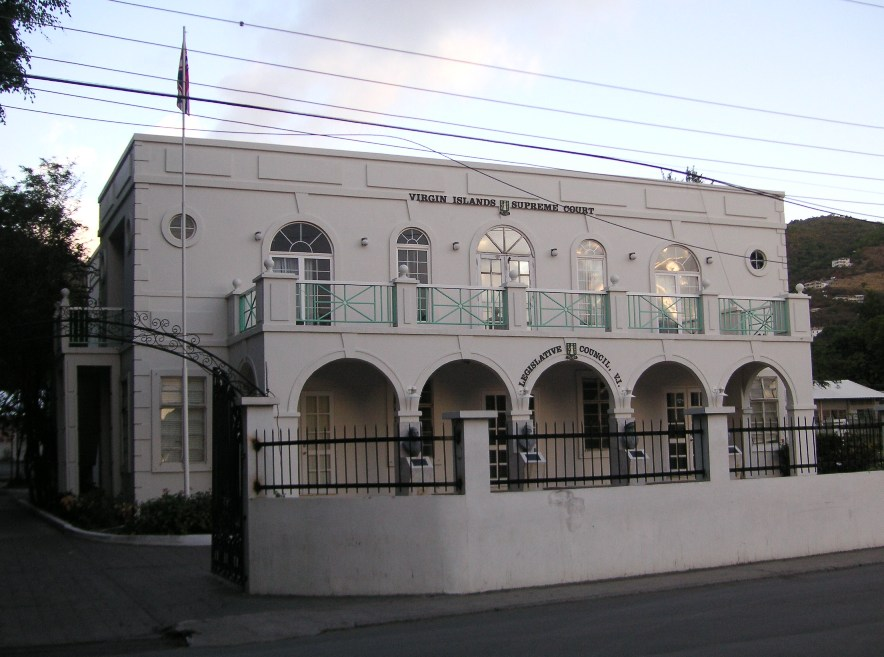
ساختمان شورای قانونگذاری در شهرک جاده. دادگاه عالی در طبقه بالای این عمارت است.

این قلمرو به عنوان یک دموکراسی پارلمانی عمل می‌کند. قدرت اجرایی نهایی در جزایر ویرجین بریتانیا به چارلز سوم انگلیس واگذار شده است و فرماندار جزایر ویرجین بریتانیا از طرف او گمارده می‌شود. فرماندار از سوی پادشاه و به توصیه دولت بریتانیا منصوب می‌شود. امور دفاعی و بیشتر امور خارجی همچنان بر عهده بریتانیاست.
اگرچه این جزایر جزوی از سرزمین‌های فرادریایی بریتانیا هستند اما بخشی از اتحادیه اروپا به‌شمار نمی‌آیند و مستقیماً تابع قوانین اتحادیه اروپا نیستند. ساکنان جزایر ویرجین بریتانیا شهروند سرزمین‌های فرادریایی بریتانیا هستند و از سال ۲۰۰۲ نیز شهروند بریتانیا به‌شمار می‌آیند.

## گردشگری
گردشگری حدود ۴۵ درصد از درآمد این جزایر را تشکیل می‌دهد. این جزایر یک مقصد محبوب برای شهروندان ایالات متحده است. گردشگران به سواحل متعدد ماسه سفید آمده و از حمام‌های ویرجین گوردا دیدن می‌کنند، در میان صخره‌های مرجانی آنِگادا غواصی سطحی می‌کنند، یا بارهای معروف یوست فان دَیک را تجربه می‌کنند.
جزایر ویرجین به عنوان یکی از بزرگ‌ترین مقاصد قایقرانی در جهان شناخته می‌شود و قایق‌های بادبانی چارتر راهی بسیار محبوب برای بازدید از جزایر کمتر قابل دسترسی هستند. جزایر ویرجین بریتانیا میزبان جشنواره قایقرانی و رگاتای بهاری است. تعداد قابل توجهی از گردشگرانی که از جزایر ویرجین بریتانیا بازدید می‌کنند مسافران کشتی‌های کروز هستند و اگرچه درآمد سرانه بسیار کمتری نسبت به گردشگران قایق چارتر و گردشگران مستقر در هتل به‌دست می‌دهند.

## خدمات مالی
خدمات مالی بیش از نیمی از درآمد قلمرو را تشکیل می‌دهد. بخش عمده ای از این درآمد از طریق اعطای مجوز به شرکت‌های برون مرزی و خدمات مرتبط به دست می‌آید. جزایر ویرجین بریتانیا یک بازیگر جهانی مهم در صنعت خدمات مالی فراساحلی است. از سال ۲۰۰۱، خدمات مالی در جزایر ویرجین بریتانیا توسط کمیسیون مستقل خدمات مالی تنظیم شده است.
در مه ۲۰۲۲، بخش بانکی جزایر ویرجین بریتانیا شامل هفت بانک تجاری و یک بانک محدود، ۱۲ متولی مجاز، دو کسب و کار خدمات پولی دارای مجوز و یک ارائه دهنده خدمات تأمین مالی دارای مجوز بود.
کشاورزی و صنعت تنها بخش کوچکی از تولید ناخالص داخلی جزایر را تشکیل می‌دهد. فرآورده‌های کشاورزی شامل میوه، سبزیجات، نیشکر، دام و طیور و صنایع شامل تقطیر مشروب رام، ساخت و ساز و قایق سازی است. ماهیگیری تجاری نیز در آب‌های جزایر انجام می‌شود.
جزایر ویرجین بریتانیا به شدت به کارگران مهاجر وابسته است و بیش از ۵۰ درصد از کارگران این جزایر از تبار خارجی هستند. تنها ۳۷ درصد از کل جمعیت در این قلمرو متولد شده‌اند. نیروی کار آن ۱۲۷۷۰ نفر تخمین زده می‌شود که از این تعداد تقریباً ۵۹٫۴ درصد در بخش خدمات کار می‌کنند اما کمتر از ۰٫۶ درصد در کشاورزی کار می‌کنند. جزایر ویرجین بریتانیا در سال‌های اخیر با چالش‌هایی در جذب تعداد کافی نیرو مواجه شده است، زیرا تحت تأثیر طوفان‌های ایرما و ماریا قرار گرفته است.

## زبان
زبان اصلی جزایر ویرجین بریتانیا انگلیسی است، اگرچه یک گویش محلی نیز وجود دارد. اسپانیایی توسط پورتوریکویی‌ها، دومینیکن‌ها و سایر مهاجران اسپانیایی صحبت می‌شود.
کریول جزایر ویرجین یا انگلیسی کریول جزایر ویرجین، یک گویش مختلط (کریول) مبتنی بر انگلیسی است که در جزایر ویرجین و جزایر سابا، سن مارتن و سینت یوستیشس صحبت می‌شود. این کریول زمانی شکل گرفت که بردگان آفریقایی به دلیل اینکه از مناطق گوناگون غرب آفریقا با زبان‌های مختلف گرفته شده بودند، قادر به برقراری ارتباط با یکدیگر و صاحبان اروپایی خود نبودند. بنابر این یک پیجین مبتنی بر انگلیسی با کلمات و ساختار دستوری مشتق از غرب آفریقا ایجاد کردند. این زبان به عنوان زبان مادری به نسل‌های بعدی منتقل شد.

## دین

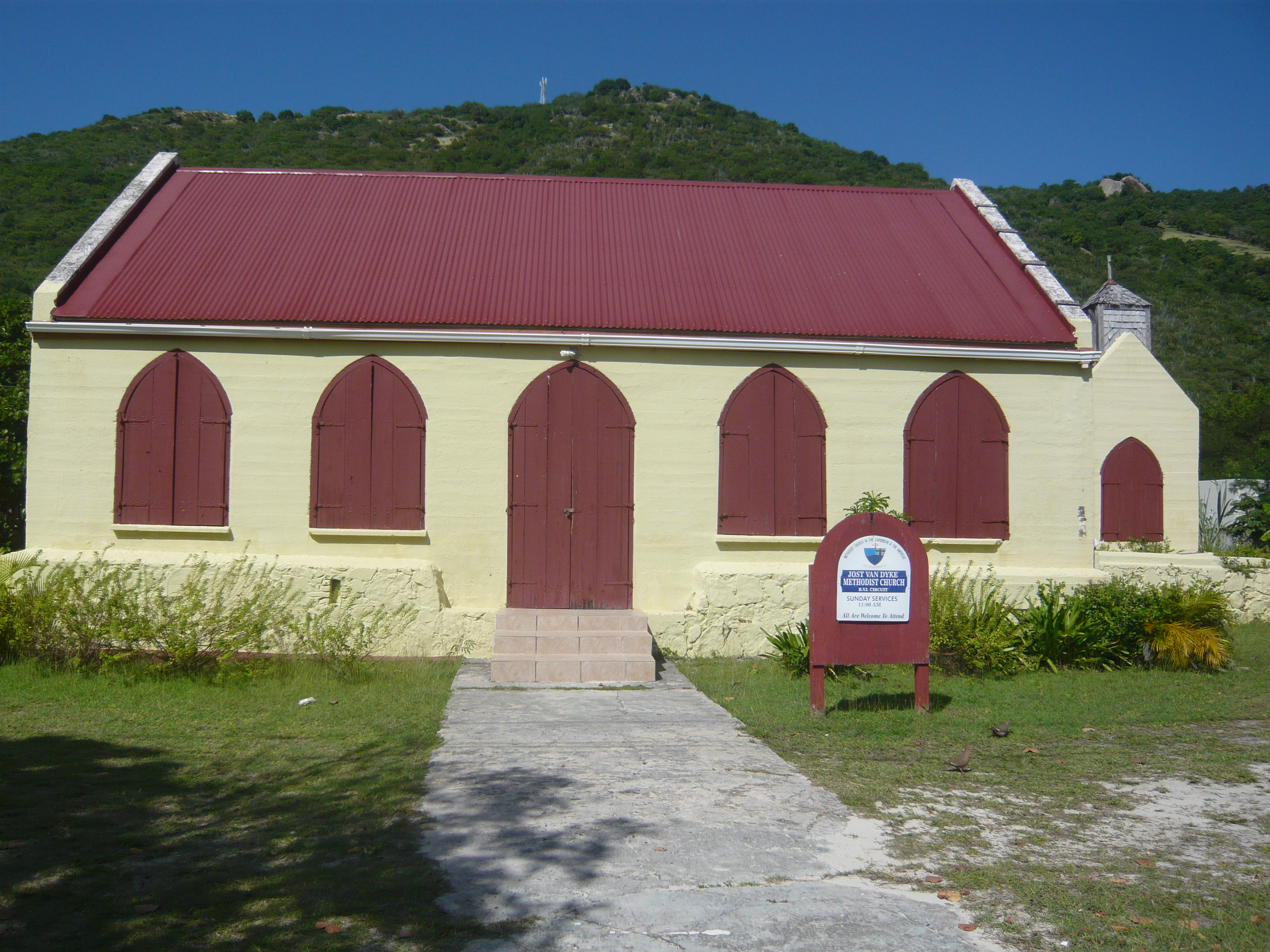
کلیسای متدیست یوست فان دیک در سال ۲۰۱۰

بیش از ۹۰ درصد از جمعیتی که در سرشماری سال ۲۰۱۰ جزایر ویرجین بریتانیا خود را دیندار اعلام کردند دادند مسیحی بودند بزرگ‌ترین فرقه‌های مسیحی این جزایر در آن سرشماری، متدیست (۱۸٫۱٪)، انگلیکان (۹٫۸٪)، کلیسای خدا (۱۰٫۶٪) و کاتولیک رومی (۹٫۱٪) بودند. هندوها و مسلمانان هر کدام تقریباً ۱٫۲٪ از جمعیت را تشکیل می‌دهند.
دین مردم این جزایر بسیار متنوع و شامل فرقه‌های مختلف مسیحیت است، به‌طوری که ۸۶٪ آن را پروتستان (شامل ۳۳٪ متدیست، ۱۷٪ انگلیکان، ۹٪ کلیسای خدا، ۶٪ ادونتیست روز هفتم، ۴٪ باپتیست و ۲٪ شاهدان یهوه) و ۱۰٪ کاتولیک است.

## نگارخانه

موقعیت در دریای کارائیب
جزیره تورتولا (به رنگ قرمز)
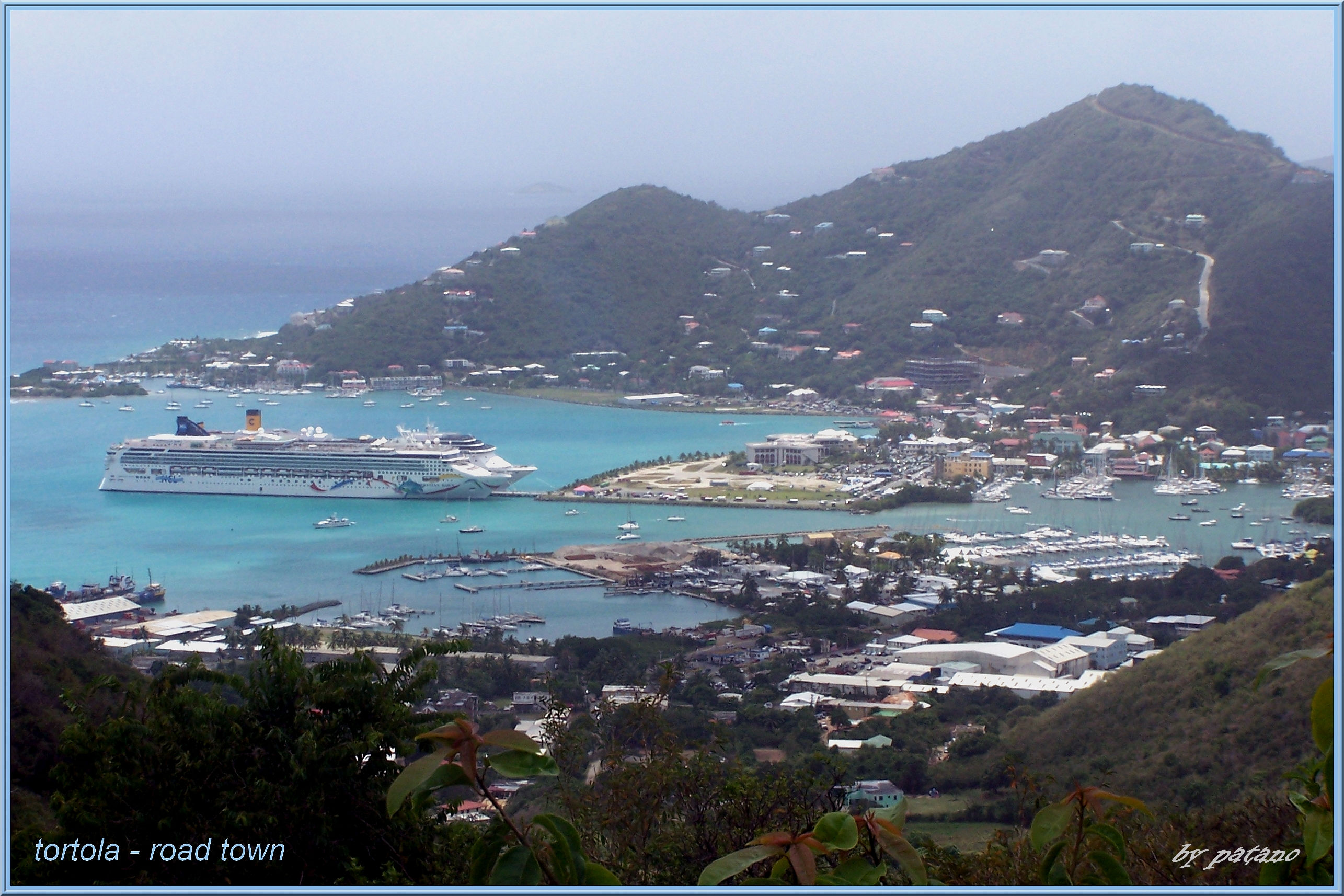
رود تاون، مرکز جزایر ویرجین بریتانیا